# Dani el Rojo
Daniel Rojo Bonilla (Barcelona, España, 2 de diciembre de 1962), más conocido como Dani el Rojo o por el sobrenombre de El Millonario, es un antiguo gánster español, activo entre los años 1980 y 1990. Actualmente es escritor, youtuber, actor y cantante ocasional.

## Biografía
Hijo de un empresario de Guinardó, Rojo se describe como un rebelde temprano contra la conservadora cultura franquista de los 60, incluyendo durante su infancia un primer incidente en el que agredió a un profesor de dibujo por intentar acosarle sexualmente. Con 13 años Rojo se inició en las drogas y empezó a robar, a los 16 ya había atracado su primer banco y antes de la mayoría de edad fundó su primera banda de ladrones. Durante algún tiempo formó también parte de una problemática banda callejera con el que más tarde se convertiría en el popular cantante Loquillo.
Rojo y sus asociados llegaron a asaltar hasta cinco bancos diarios. Se le han llegado a imputar 150 asaltos, aunque Rojo cree que la cifra real la supera ampliamente y se encuentra sobre los 500. El total de los botines adquiridos durante su carrera criminal ascendería actualmente a 60 millones de euros. En sus propias palabras, "me lo gasté todo en putas, coches y drogas; el resto lo malgasté". Su pasión por atracar bancos llegó al punto que, una vez en prisión y con la posibilidad de disfrutar de su primer permiso de fin de semana, lo rechazó porque los bancos estaban cerrados.[cita requerida]
Practicante de judo, karate y boxeo, llegaría a perpetrar uno de sus primeros atracos armado de un nunchaku en imitación de Bruce Lee. En otro de sus episodios marciales, sucedido ya en prisión, recibió una cuchillada en la pierna al derribar con una patada de karate a un agresor durante un intento de atentar contra su vida.
Cumplió condena en la notoria Cárcel Modelo de Barcelona, primero en pequeñas penas y luego condenado a 32 años en 1991, aunque sólo llegaría a cumplir catorce en total por buena conducta. Con la ayuda de los servicios de la prisión, decidió cambiar de vida y reinsertarse en la sociedad, para lo cual se desenganchó con éxito de su politoxicomanía, aprobó la Selectividad para mayores de 25 y llegó a estudiar el primer curso de la carrera de psicología. Conoció a su actual mujer durante su reinserción, tras lo cual fue contratado por Loquillo como asesor de merchandising.
Tiempo después ejerció como guardaespaldas de figuras como Rosario Flores, Enrique Bunbury, Andrés Calamaro, Antonio Carmona, Paulina Rubio y Lionel Messi.
Ediciones B publicó dos trilogías sobre sus andanzas escritas por Lluc Oliveras, con Daniel Rojo participando en calidad de narrador: Confesiones de un gánster de Barcelona, El gran golpe del gánster de Barcelona y Mi vida en Juego. La segunda trilogía comprende La venganza de Tiburón, El secuestro de la Virgen negra y Gran golpe en la pequeña Andorra.
Actualmente también es un Youtuber y cuenta con 328.000 suscriptores en su canal. 

## Carrera artística
Ha participado como actor en series de televisión como La Riera y películas como Anacleto: agente secreto.
En 2020 inició su carrera musical como cantante y artista del género urbano junto a Sie777e, con la publicación de un álbum conjunto titulado Millonario$.

### Ficción
- Confesiones de un gánster de Barcelona (2010)
- El gran golpe del gánster de Barcelona (2012)
- El secuestro de la Virgen negra (2014)
- La venganza de Tiburón (2014)
- Mi vida en juego (2014)
- Gran golpe en la pequeña Andorra (2015)

### No ficción
- Así salí del infierno de las drogas (2017)
- Sobrevivir a la Modelo (2018)

## Discografía
- Millonario$ (2020)

## Filmografía

### Cine
| Título                   | Papel            | Año  |
| Loquillo, leyenda urbana | Él mismo         | 2008 |
| Anacleto: agente secreto | Joe el Carnicero | 2015 |
| Secuestro                | Portero          | 2016 |

### Televisión
| Título   | Papel   | Año  |
| La Riera | Gánster | 2008 |